# Naturale (Amir e Mr. Phil)
Naturale è un album uscito nel 2004, frutto della collaborazione tra il produttore, dj e beatmaker anglo-italiano Mr. Phil e il rapper italo-egiziano Amir, con la partecipazione di altri esponenti della scena rap italiana (quali Sparo Manero e Primo Brown) e internazionale (come il newyorkese Afu-Ra).

## Tracce
1. Intro – 0:28
2. Guerra aperta – 3:29
3. Get It Up (feat. Afu-Ra, DJ Double S) – 3:50
4. Batti le tue mani – 3:59
5. Viaggi senza ritorno (feat. Primo) – 3:32
6. Vivo per questo – 3:16
7. Cicatrici (feat. Sparo Manero) – 4:24
8. Mi capisci? (feat. DJ Double S) – 3:50
9. Show and Prove (feat. Maylay Sparks, DJ Double S) – 3:38
10. Giù in strada (feat. Weddialem) – 3:48
11. Dubbi e domande – 3:49
12. Toccare il fondo (feat. DJ Gengis) – 3:47
13. Outro – 4:17
14. Cosa c'è? (feat. Inoki) – Bonus track